# Gessopalena
Gessopalena – miejscowość i gmina we Włoszech, w regionie Abruzja, w prowincji Chieti.
Według danych na rok 2004 gminę zamieszkiwały 1694 osoby, 54,6 os./km².